# Åndalsnes
Åndalsnes è un paese della Norvegia nella municipalità di Rauma, della quale è anche il centro amministrativo.

## Geografia fisica

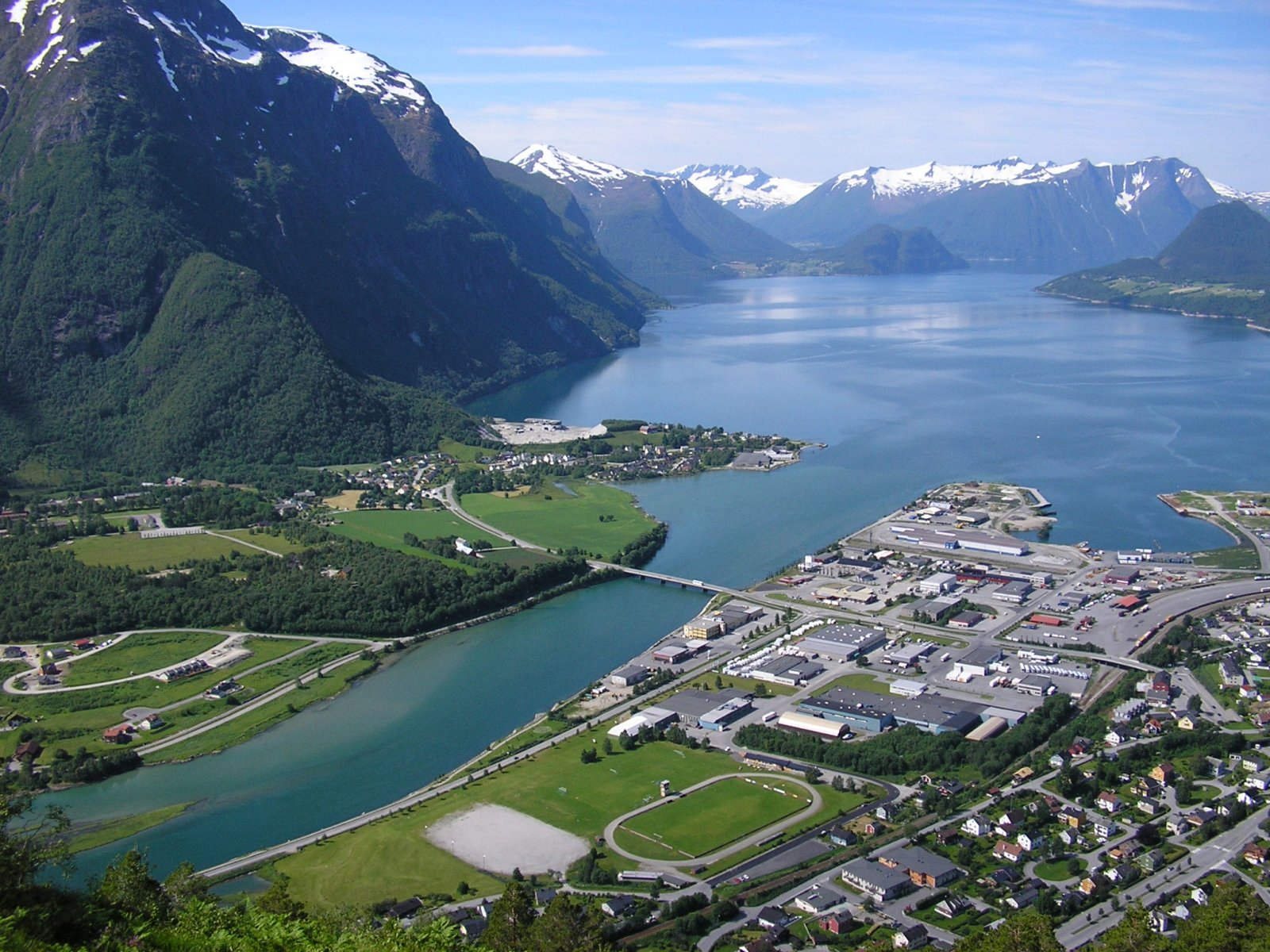
Vista di Åndalsnes dall'alto.

Åndalsnes è situata in fondo al fiordo di Romsdalsfjorden ed alla foce del fiume Rauma, che scorre lungo la valle Romsdal e che dà il nome alla municipalità. Il paese è circondato da montagne che arrivano fino ai 1800 m, con il Trolltindene, Vengetindene e il Romsdalshorn.
Dal 2011, dopo la messa a punto della Romsdalstrappa, un nuovo sentiero dotato di punti panoramici, una scala in pietra (il nome infatti significa "scala del Romsdal") e di passerelle in metallo, la salita alla cima Nesaksla (che con i suoi 708 m s.l.m. sovrasta il centro abitato) è diventata una popolarissima gita di poco più di un'ora che offre una veduta mozzafiato sull'intera valle e sul fiordo.

## Storia
Dopo l'invasione della Norvegia da parte dei tedeschi durante la Seconda guerra mondiale nell'aprile 1940, truppe britanniche sbarcarono ad Åndalsnes come parte dell'intervento a tenaglia per conquistare la città di Trondheim. Il braccio più settentrionale dell'attacco aveva sede a Namsos. Mancando il controllo aereo le forze ad Åndalsnes furono sconfitte all'inizio del maggio 1940.

## Economia
Åndalsnes è un importante centro turistico. Il porto cittadino, nonostante l'esigua fama internazionale della cittadina è spesso scelto da grandi navi da crociera di tutto il mondo come tappa, sia per la posizione strategica del porto che per il paesaggio selvaggio tipico dei fiordi norvegesi, dove le montagne si gettano a picco in mare.
Dal 2002 Åndalsens durante la prima settimana di agosto si riempie di migliaia di giovani per uno dei numerosi festival musicali norvegesi, il RaumaRock.

## Infrastrutture e trasporti

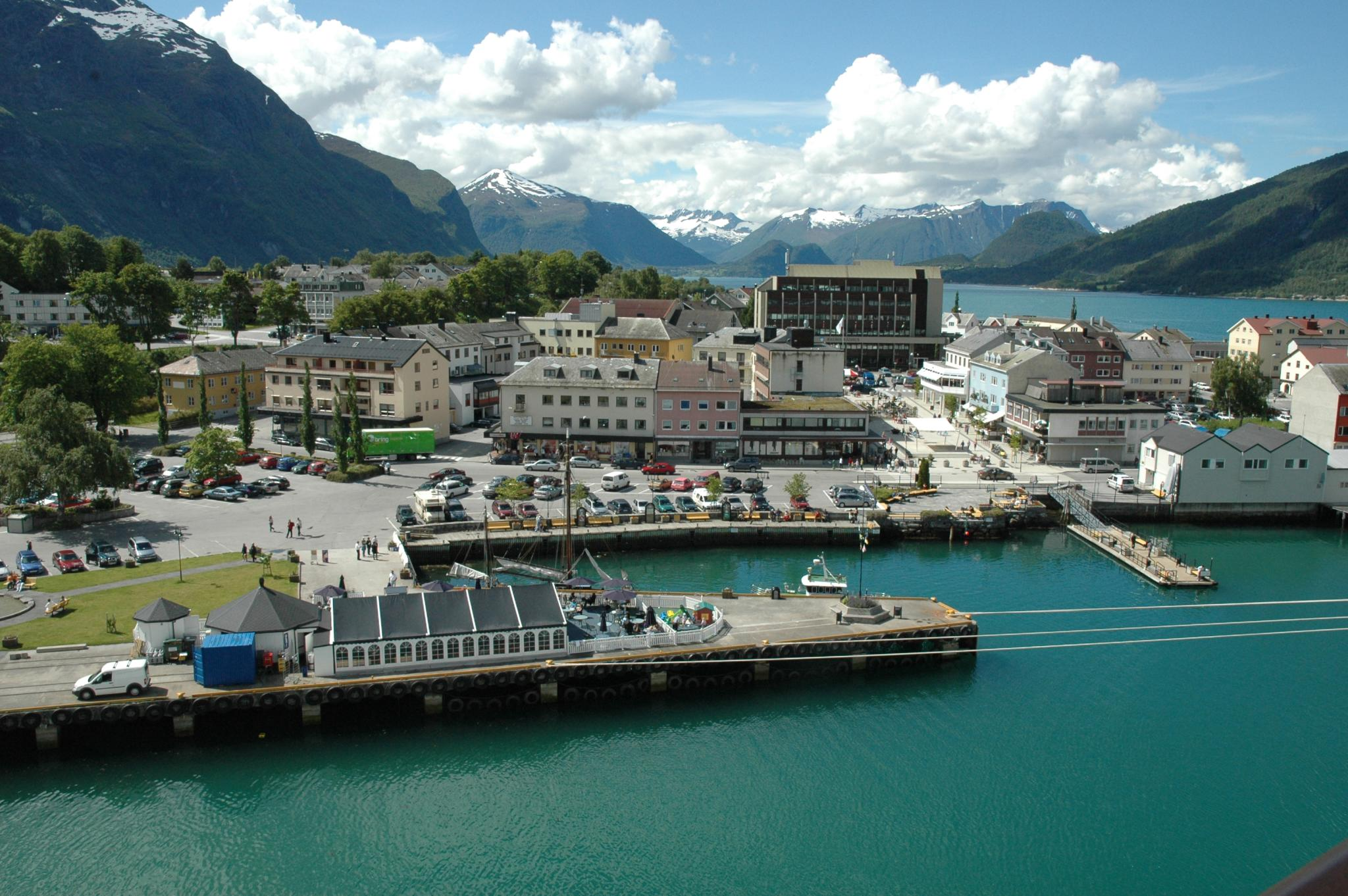
Porto di Åndalsnes

È presente la stazione di capolinea della ferrovia Raumabanen che permette di raggiungere Oslo in sei ore attraverso, passando da Dombås e Lillehammer. La Raumabanen stessa è anche nota come uno dei tratti più panoramici percorsi dalle ferrovie norvegesi, infatti offre una visione comoda del celebre Trollveggen o del ponte Kylling bru.
È presente un porto in cui è consentito l'attracco di navi per il trasporto di persone e merci.